# Endre Szervánszky
Endre Szervánszky (hongarès: Szervánszky Endre)  (Budatétény, 27 de desembre de 1911 - Budapest, 25 de juny de 1977) fou un compositor hongarès i professor de música.

## Biografia
Szervánszky va néixer a Kistétény i va estudiar clarinet a l'Acadèmia de Música de Budapest (1922–7). Va tocar en diverses orquestres abans de tornar a l'acadèmia per estudiar composició amb Albert Siklós (1931–6). Després va treballar com a orquestrador de la ràdio hongaresa i va ensenyar teoria musical. Va ser nomenat professor de composició a l'Acadèmia de Budapest el 1948.
Szervánszky va arribar a l'atenció pública per primera vegada amb el seu primer quartet de corda (1936–8) i les seves obres d'aquest període van ser influenciades pels seus compatriotes, Zoltán Kodály i Béla Bartók. Les obres d'aquesta època inclouen la Clarinet Serenade (1950) i el Concert per a flauta (1952–3).
Des de principis dels anys cinquanta, Szervánszky va emprendre una sèrie de composicions més grans, una de les més llargues era el Concert per a orquestra en memòria d'Attila József el gran poeta hongarès. Cadascun dels cinc moviments del concert es basa en una cita de József. El quart té elements de música folk i el conjunt demostra la influència de Bartók. Tant el Quartet de corda núm. 2 (1956–7) com el Quintet de vent núm. 2 (1957) també demostren el creixent interès del compositor pel serialisme.
Per a les seves sis peces d'orquestra, compostes el 1959, Szervánszky va emprar un serialisme de 12 notes i la peça és particular en l'ús de percussió. Szervánszky no va compondre cap altra obra important fins al 1963: l'oratori Rèquiem, basat en un text de János Pilinszky que pren com a tema el camp de concentració d'Auschwitz. Les obres següents van ser les Variacions (1964) i el Concert per a clarinet (1965).
Endre Szervánszky va rebre el premi "Justos entre les nacions" de l'Estat d'Israel per honrar els no jueus que van arriscar la vida per salvar els jueus dels nazis.
Era germà de l'artista Jenö Szervánszky i del violinista Peter Szervánszky i l'oncle de Valéria Szervánszky.
Va morir a Budapest.

## Estudiants notables
- Ákos Rózmann
- Emil Petrovics